# Sissa Groningen
Sissa Groningen, zapisywany także jako SISSA Groningen – holenderski klub szachowy z siedzibą w Groningen.

## Historia
Klub został założony w 1936 roku, dwa lata później został członkiem Noordelijke Schaakbond. W 1989 roku klub awansował do Eerste klasse. W sezonie 1989/1990 zespół zajął czwarte miejsce w lidze, jednak rok później spadł. W 1995 roku zespół spadł do Derde klasse, z której spadł poziom niżej w 2000 roku. Na czwarty poziom rozgrywek Sissa Groningen powrócił w 2001 roku, a w sezonie 2002/2003 uzyskał awans do trzeciej ligi, z której spadł w 2005 roku. Do Tweede klasse klub powrócił w 2007 roku. Na sezon 2009/2010 klub połączył się z SC Haren, występując pod nazwą Haren/Sissa. W sezonie 2010/2011 klub nie uczestniczył w rozgrywkach ligowych. W latach 2012–2014 klub awansował przez trzy sezony z rzędu, z czwartej ligi do Meesterklasse. W sezonie 2014/2015 zespół zajął siódme miejsce w Meesterklasse. W kolejnym sezonie klub zdobył wicemistrzostwo Holandii, ulegając w rozgrywkach jedynie SC En Passant. W kadrze drużyny znajdowali się wówczas m.in. Gawain Jones, Matthias Blübaum, Jorden van Foreest, Ilia Zaragacki, Nikolas Lubbe, Patrick Zelbel i Lucas van Foreest. Następnie klub zadebiutował w Pucharze Europy. Holenderski zespół wygrał wówczas mecze z CE Genève, Abergavenny Chess Club i SF Berlin 1903, zremisował ze Skanderborg SK, a przegrał z Ashdod City Club, Cheddleton & Leek Chess Club i LugPokerChess Ługańsk, zajmując w końcowej klasyfikacji 30. miejsce. Sezon 2016/2017 klub ukończył na trzecim miejscu w krajowych rozgrywkach. W 2018 roku zespół był siódmy w lidze, po czym wycofał się z rozgrywek i podjął rywalizację w czwartej lidze, z której awansował w 2019 roku. W sezonie 2021/2022 zespół spadł z trzeciej ligi, a w sezonie 2023/2024 – z czwartej.

## Arcymistrzowie w historii klubu
- Matthias Blübaum[18]
- Michael Hoffmann[26]
- David Howell[26]
- Gawain Jones[26]
- Ivan Sokolov[27]
- Jorden van Foreest[18]
- Loek van Wely[27]
- Ilia Zaragacki[18]